# بابيلون برلين
بابيلون برلين هو مسلسل نيو-نوار ألماني من تأليف وإخراج توم تيكوير وأكيم فون بوريس ومن بطولة فولكر بروك، ليف ليزا فرايز، ماتياس براندت، ليوني بينيش وهانا هرتزشبرونغ.تم عرض الموسم الأول في 13 أكتوبر 2017 وتكون من 16 حلقة عرف أول 8 حلقات بالموسم الأول وأخر 8 بالموسم الثاني، وعرض الموسم الثالث في 24 يناير 2020 والموسم الرابع في 1 أكتوبر 2023.

## روابط خارجية
بابيلون برلين على موقع IMDb (الإنجليزية)
- بابيلون برلين على موقع ميتاكريتيك (الإنجليزية)
- بابيلون برلين على موقع روتن توميتوز (الإنجليزية)
- بابيلون برلين على موقع نتفليكس (الإنجليزية)
- بابيلون برلين على موقع فيلمافينيتي (الإسبانية)
- بابيلون برلين على موقع كينوبويسك (الروسية)
- بابيلون برلين على موقع ألو سيني (الفرنسية)
- بابيلون برلين على موقع قاعدة بيانات الفيلم (الإنجليزية)